# Dalmau Carles Pla
Dalmau Carles Pla, S.A. fue una editorial española, hoy en día inactiva aunque no oficialmente desaparecida. Fundada en Gerona en 1904 por José Dalmáu Carles estuvo principalmente especializada en la publicación de libros escolares y métodos pedagógicos, aunque también publicó biografías, libros de historia, enciclopedias y muchas otras clases de libros. Además de su labor pedagógica, Dalmau Carles Pla fue pionera en España en el dominio de los juegos de tablero y de rol, con dos exclusividades que le son propias:
- En 1970 creó y publicó el primer juego de guerra español: La Reconquista.[1]
- En 1985 fue la primera editorial en publicar un juego de rol en España al traducir y publicar el famoso juego de rol estadounidense Dragones y mazmorras.[2]

## Historia
José Dalmáu Carles (nacido en Sant Cebrià dels Alls el 20 de abril de 1857 y fallecido en Gerona en 1928), maestro de escuela apasionado por la enseñanza, fundó la editorial «Dalmau, Carles & Cia.» en 1904. En 1919, al asociarse Josep Dalmáu Carles con su yerno Joaquim Pla Cargol (esposo de su hija Catalina Dalmau i Casademont), la editorial adoptó su nombre definitivo: «Dalmau Carles Pla, S.A.»
De 1967 a 1981 la gerencia de la editorial estuvo a cargo de Joaquim Pla i Dalmau (Gerona, 1917 - Gerona, 2005), nieto de Josep Dalmáu Carles e hijo de Joaquim Pla Cargol. Joaquim Pla i Dalmau fue quien creó y publicó, en 1970, el primer wargame español: La Reconquista, un juego de tablero de corte histórico. En los años siguientes el mismo Joaquim Pla i Dalmau continuó diseñando juegos de tablero educativos, pero esta vez para famosos programas de televisión como por ejemplo el juego ¿Cómo están ustedes?, basado en el célebre programa infantil Los payasos de la tele, o los numerosos juegos que diseñó para el famoso concurso Un, dos, tres... responda otra vez.
En 1981, coincidiendo con la jubilación de Joaquim Pla i Dalmau, Dalmau Carles Pla fue comprada por Alzamora Artegráfica, S.A. Bajo la dirección de Alzamora ambas empresas continuaron sus respectivas actividades editoriales, pero con el paso del tiempo la actividad principal de Alzamora, la imprenta, acabó por prevalecer sobre la actividad editorial. Fue así como en el curso de los años 90 dejaron poco a poco de editar hasta que Alzamora Artegráfica acabó por dedicarse casi exclusivamente a la imprenta, tal como lo hace todavía en la actualidad. En la base de datos de la Agencia Española del ISBN el libro más reciente publicado por Dalmau Carles Pla, S.A. es J. Pous i Pagés, vida i obra, publicado en diciembre de 1997.

## Juegos de tablero
En continuidad con su vocación pedagógica inicial, Dalmau Carles Pla publicó juegos de tablero educativos, algunos de corte histórico como La Reconquista y otros más lúdicos como Dungeons & Dragons, en busca del Amo del Calabozo. Este último era un sencillo juego de tablero para públicos infantiles. Basado en la serie animada de mismo título (serie de 1983 a su vez basada en el juego de rol de 1974) no se le ha de confundir con el juego de rol, que la editorial también tradujo y publicó en el mismo año: 1985.
- La Reconquista (1970)
- ¿Cómo están ustedes?
- Dungeons & Dragons, en busca del Amo del Calabozo (1985)

La mayor parte de los juegos de tablero de Dalmau Carles Pla fueron los que la editorial publicó para los productos derivados del famoso concurso de televisión Un, dos, tres... responda otra vez:
- Un dos tres, responda otra vez, edición de 1972
- Un dos tres, responda otra vez, edición de 1976 (editado en dos versiones diferentes)
- La Ruperta fantasma (1976)
- El juego de la Pera (1977)
- Un dos tres, responda otra vez, edición de 1982
- El juego de Botilde (1983)
- La Carrera del Chollo (1984)
- El País del Antichollo (1985)

## Juegos de rol
Dalmau Carles Pla fue la editorial pionera en la publicación de juegos de rol en España al traducir y publicar Dungeons & Dragons, del editor estadounidense TSR, Inc., en 1985. La versión traducida del juego era la que en Estados Unidos se titulaba Dungeons & Dragons Basic Rules Set, traducida por Dalmau como Dungeons & Dragons, juego de fantasía role-playing. Reglas nivel básico I. Por su color de fondo la caja básica de esta versión, tanto en su edición estadounidense como en la edición de Dalmau Carles Pla, acabó por ser conocida por los aficionados hispanohablantes como «la caja roja». El éxito del juego permitió a la editorial gerundense traducir hasta tres cajas de aventuras suplementarias: La fortaleza en la frontera, El palacio de la princesa de plata y La ciudad perdida.
- Dungeons & Dragons (1985)
- La fortaleza en la frontera (1986)
- El palacio de la princesa de plata (1986)
- La ciudad perdida (1986)

A lo largo de 1987 Dalmau Carles Pla intentó convencer a TSR de que se le autorizara a seguir traduciendo los productos de la línea Dungeons & Dragons, especialmente una versión más completa del juego titulada Dungeons & Dragons Expert Rules Set, una traducción muy solicitada por los jugadores españoles, pero TSR se negó a continuar cediéndole la licencia del juego y los tres suplementos de 1986 fueron los últimos productos de rol publicados por Dalmau. Al no continuar Dalmau Carles Pla con la traducción de juegos de rol, otras editoriales españolas tomaron el relevo: Joc Internacional en 1988, Diseños Orbitales en 1989 y Ludotecnia en 1990. A partir de 1990 el número de editoriales que publicaban juegos de rol fue en aumento, nuevas editoriales firmaron contratos con TSR para traducir diferentes versiones de Dungeons & Dragons y la parte de mercado que Dalmau Carles Pla tenía en el mercado español de los juegos de rol se esfumó para siempre.

### Formato de caja, formato de libro
Las ediciones estadounidenses originales de Dungeons & Dragons y de sus suplementos estaban concebidas en formato de caja (pues era el habitual para los primeros juegos de rol, aunque la serie editorial titulada Advanced Dungeons & Dragons fue publicada en formato de libro) y Dalmau Carles Pla conservó ese formato, el de caja, para la publicación de su propia traducción. Sin embargo en España el formato de caja no consiguió imponerse al formato de libro y muy pocos juegos de rol publicados en ese país fueron publicados en el formato de caja. Unas pocas excepciones fueron las cajas publicadas por Dalmau, la caja que en 1992 la editorial Borrás Plana tradujo de la versión titulada The New Easy to Master Dungeons & Dragons con el título El nuevo y fácil de jugar Dungeons & Dragons, la caja de Buck Rogers, acción en el siglo XXV, traducción de Ediciones Zinco de 1995, y pocas excepciones más. El resto de editoriales de rol españolas han optado mayoritariamente por reunir los libretos contenidos en las cajas de las ediciones estadounidenses en traducciones publicadas en un único libro, ya fuera en rústica (como siempre lo hizo por ejemplo Ludotecnia) o en cartoné (como lo hizo casi siempre Joc Internacional).